# Roman Hlouch
Roman Hlouch (ur. 8 marca 1975 w Třebíču) – czeski hokeista.

## Kariera klubowa
- Slavia Třebíč (1997–2001)
- Dukla Jihlava (2001–2003)
- HC Vítkovice (2003)
- Sparta Praga (2003)
- Dukla Jihlava (2003–2005)
- Havířov Panthers (2005)
- Sparta Praga (2005)
- Dukla Jihlava (2005–2006)
- BK Mladá Boleslav (2006)
- HC Prostějov (2006–2007)
- HC Oceláři Trzyniec (2007)
- Cracovia (2007–2008)
- TKH Toruń (2008)
- HC Poruba (2008–2009)
- HC Havířov (2008–2009)
- HC Prostějov (2009–2010)
- HC Breclav (2010–2011)
- HHK Velké Meziříčí (2011-2015)